# Cmentarz ewangelicki w Bolszewie
Cmentarz ewangelicki w Bolszewie – cmentarz ewangelicki, znajdujący się w Bolszewie przy ulicy Szkolnej, zlikwidowany w 1977, wpisany do gminnej ewidencji zabytków.

## Historia
Pierwsze wzmianki o protestantach w Bolszewie pojawiły się już w XVI wieku, sam cmentarz powstał w 1635, po wybudowaniu kościoła ewangelickiego przez Łukasza Bolszewskiego. W 1852 i 1862 został obsadzony drzewami, natomiast w latach 1878-1879 otoczono go murem; wybudowano także bramę wejściową oraz dzwonnicę. W 1946 wraz z kościołem został on przekazany przez władze PRL katolikom; wtedy też z cmentarza rodowego Keyserlingów w Wejherowie przeniesiono tu szczątki członków rodziny. Od tego czasu mimo opieki uczniów pobliskiej szkoły systematycznie niszczał, likwidowano ogrodzenie i fragmenty nagrobków. Ostatecznie został zamknięty 8 kwietnia 1961 i zlikwidowany w 1977, zaś teren po nim obsiano trawą. Cmentarz został wpisany do gminnej ewidencji zabytków gminy Wejherowo.

## Stan obecny
Do dzisiejszych czasów zachował się jedynie pusty plac w miejscu dawnego cmentarza. W 2005, z inicjatywy uczniów pobliskiej szkoły i w ramach programu edukacyjnego „Ślady przeszłości”, odsłonięto obelisk upamiętniający cmentarz, ufundowany przez radnego Jerzego Grotha, z wyrytym napisem:

KU CZCI

ZNAJDUJĄCEGO SIĘ TUTAJ
CMENTARZA WSPÓLNOTY EWANGELICKIEJ
MIESZKAJĄCEJ W BOLSZEWIE
OD KOŃCA XVI DO POŁOWY XX WIEKU
SPOŁECZEŃSTWO GMINY WEJHEROWO

BOLSZEWO ROK 2005

10 października 2018 pocmentarny plac zyskał nazwę „Gminnego Placu Pamięci w Bolszewie”. 11 listopada 2018, w setną rocznicę odzyskania niepodległości przez Polskę zasadzono na nim 16 dębów, symbolizujących 16 sołectw gminy Wejherowo.